# Clermont-Pouyguillès
Clermont-Pouyguillès – miejscowość i gmina we Francji, w regionie Oksytania, w departamencie Gers.
Według danych na rok 1990 gminę zamieszkiwało 158 osób, a gęstość zaludnienia wynosiła 12 osób/km² (wśród 3020 gmin regionu Midi-Pireneje Clermont-Pouyguillès plasuje się na 905. miejscu pod względem liczby ludności, natomiast pod względem powierzchni na miejscu 877.).